# إبراهيم بورقعة
إبراهيم أحمد بورقعة (1904– 8 نوفمبر 1982) شاعر وأديب مقل ورجل قانون تونسي.

## حياته ونشأته
ولد بـ توزر في تونس، وحفظ القرآن الكريم، ودرس مبادئ الفقه والنحو وفي تونس العاصمة بدأ دراسته بـ جامع الزيتونة عام 1919، وكان منتميا للحزب الدستورى، فكان يجادل غيره ممن كان منتميا لحزب الإصلاح، حتى هدد بالطرد من المعهد.
تخرج من جامع الزيتونة محرزا شهادة التطويع، وتابع دروسه بمدرسة الحقوق التونسية، وتحصل على شهادتها عام 1927.

## مسيرته
ونجح حاكما في المحاكم العدلية التونسية، وزاول مهنة الوكالة «المحاماة» بصفاقس.
التقى بمجموعة من المشايخ المفكرين، وتعرف بهم، وتعددت بينهم اللقاءات وتولد عن هذه اللقاءات جمعية «كوكب الأدب»، وجمعية «الشبان المسلمين»، ومجلة «مكارم الأخلاق» ولبث مباشرًا لمهنة الوكالة «المحاماة» بـصفاقس مدة نصف قرن إلى أن تقدمت به السن وأنهكه مرض السكر، فأحيل على التقاعد قبل وفاته بنحو سنتين.
كتب في الصحف والمجلات بحوثا في الأدب والنقد والتراجم، كما كان له نشاط في الجمعيات الثقافية، فكان عضوًا في جمعية «كوكب الأدب»، وعضوًا في اللجنة الثقافية الجهوية.
توفى بصفاقس يوم الخميس الثاني من صفر.
- ومنذ عام 1931 انتصب محاميا بصفاقس، وعُرف في مهنته هذه، بالصّدق والإخلاص والحرص على المراجعة والمطالعة والمرافعة في القضايا بلغة عربيّة سليمة. وكانت كل تقاريره موثّقة مسندة إلى المصادر القانونيّة والفهم الراجح للنّصوص من العمل القضائي.
- كان محبوبا من القضاة ومن زملائه المحامين لأنّه كان لطيف المعشر، صادقا في تقاريره. وقد دام عمله القضائي في ميدان المحاماة مدّة طويلة. ثمّ تخلّى عن هذه المهنة وفضّل الرّاحة والتقاعد بداية من سنة 1979.
- كان إلى جانب عمله يهتمّ بالأدب والبحث، فكتب في مجلّة “مكارم الأخلاق” صحبة صديقه الحميم محمود خروف، ونشر بالجرائد مقالات نقديّة رفيعة المستوى، بعنوان “في الغربال” كان يحلّق فيها في سماء الأدب وفنّ النقد.
- له قصائد وردت ضمن كتاب «الأدب التونسي في القرن الرابع عشر»، وقصائد نشرت في مجلة “الزهرة” منها : رثاء فقيد العلم والفتوى (1925)، ما الفخر بالعظم الرميم (مارس 1944)، إلى أمي توزر (أفريل 1944)، في موكب الأربعين (1946)، وله قصيدة بعنوان «أنت يا مصر بلاد النابغين» جريدة النهضة (1932)، وله قصيدة بعنوان: «من وحي شاطئ بوجعفر» نشرت بجريدة الصباح (1966).
- الأعمال الأخرى:
- له مجموعة من المؤلفات منها: معجم الرجال التوزريين، ألحان الخواص، في الغربال.
- وله مجموعة مقالات عن أبي القاسم الشابي.
- كتب على البناء العمودي في الأغراض المألوفة من حنين ومدح ورثاء وإخوانيات ووصف، ويغلب على شعره الحس الإصلاحي واستنهاض همم الشباب للعمل من أجل الوطن وحثهم على طلب العلم.
- تأثر بالموروث الشعري القديم. لغته سلسة، وتراكيبه حسنة، ومعانيه واضحة، وبلاغته قديمة، وقد وجّه قدرًا واضحًا من شعره إلى منطقة الجريد، وجعلها أُمّاً، فصارت – في شعره – رمزًا للوطن التونسي كله.

## مؤلفاته
- معجم الرجال التوزريين، توفى قبل طبعه.
- المؤسسات الحديثة قديمة عند المسلمين.
- ألحان الخواص (مراجعات لغوية).
- في الغربال (فصول نقدية).
- مذكرات محام.